# Leslie Morshead
Leslie Morshead est général de l'armée australienne.

## Biographie
Il est né dans l'état de Victoria. Il est le sixième de sept enfants. Son père est chercheur d'or né en Angleterre. En 1909, il étudie à Melbourne à l'université de Melbourne.
Il devient professeur. Dès 1908, il débute comme cadet et en 1913 il devient capitaine. Durant la Première Guerre mondiale, il participe à la bataille de Gallipoli. Il est nommé major en 1915. Il retourne en Australie en janvier 1916, il est soigné à Randwick.
Il est nommé lieutenant colonel en 1916 et part en France. Il participe à la Bataille d'Armentières en 1916, à la Bataille de Passchendaele en 1917, à la Bataille du Kaiser en 1917, à Villers-Bretonneux, et à la bataille d'Amiens en 1918.
Il retourne en Australie en novembre 1919. Il achète de la terre, 9300 hectares à Quilpie au Queensland. Mais il n'arrive pas produire avec la terre et retourne à Melbourne. Il se marie et a une fille née en 1923. En 1924, il travaille pour une compagnie maritime. En 1928, il devient directeur d'agence publicitaire. Il est promu colonel en 1933. En 1937, il est envoyé en Angleterre pour étudier les mouvements de troupes britanniques. Il devient général en 1938.
En octobre 1939, il embarque pour l'Angleterre avec la 6e division australienne. En janvier 1940, il est envoyé en Palestine mandataire puis retourne en Australie pour commander la 18e brigade d'infanterie. En mai 1940, ils sont en France.
De retour en Angleterre après la bataille de France, en novembre 1940, il est envoyé à Alexandrie. En février 1941, avec la 8e division d'infanterie, il participe à la bataille de Tobrouk et en décembre 1941 à la Seconde bataille d'El Alamein.
En 1943, il est envoyé en Nouvelle-Guinée. Il participe à la campagne de la piste Kokoda. En 1944, il participe à la libération de la ville de Madang. En mai 1945, il participe à campagne de Bornéo.
En 1947, il devient président de la banque du Galles du Sud. En 1957, il travaille pour le département de la défense.
Il décède des suites d'un cancer en 1959.